# أكلبترة بطمية
أكلبترة بطمية (الاسم العلمي:Acalyptris pistaciae) هي نوع من الحشرات تتبع جنس الأكلبترة من فصيلة السليلات.